# Ferrière-la-Grande
Ferrière-la-Grande és un municipi francès, situat a la regió dels Alts de França, al departament del Nord. L'any 2006 tenia 5.457 habitants. Es troba al sud de Maubeuge i limita amb Ferrière-la-Petite, Cerfontaine, Hautmont, Louvroil i Rousies.

## Demografia
| 1962                                       | 1968  | 1975  | 1982  | 1990  | 1999  |
| ------------------------------------------ | ----- | ----- | ----- | ----- | ----- |
| 5.263                                      | 5.346 | 5.703 | 5.611 | 5.746 | 5.672 |
| Des de 1962: població sense dobles comptes |       |       |       |       |       |

## Administració
| Període   | Identitat              | Partit |
| --------- | ---------------------- | ------ |
| ? 2008    | Philippe Dronsart      | PS     |
| 1977 ?    | Michel Dorchies        |        |
| 1959 1977 | Gilbert Annaert        |        |
| 1945 1959 | Delens Léon            |        |
| 1942 1945 | Marcel Gillet          |        |
| 1939 1942 | Hubert Delvaux         |        |
| 1933 1939 | Emile Bottieau         |        |
| 1932 1933 | Deudon                 |        |
| 1927 1932 | Alphonse Splingard     |        |
| 1926 1927 | Romain Duchateau       |        |
| 1920 1926 | Olivier Soumillon      |        |
| 1908 1920 | Alfred Willame         |        |
| 1892 1908 | Ernest Lesaffre        |        |
| 1888 1892 | Cauderlier             |        |
| 1878 1884 | Philippe Willame       |        |
| 1860 1864 | Pierre François Dumont |        |
| 1709 1710 | Laurent Pierart        |        |
| 1708 1709 | Mathieu De Havay       |        |
| 1707 1708 | André Renon            |        |
| 1705 1706 | Jean Mercier           |        |
| 1704 1705 | Claude Raout           |        |